# Антонов (аеропорт)
Аеропорт «Антонов» (IATA: GML, ICAO: UKKM) — український міжнародний вантажний аеропорт. Розташований за 25 кілометрів на північний захід від Києва та за два кілометри на північний захід від смт Гостомель. Аеропорт використовується авіакомпанією «Авіалінії Антонова» та як база льотних випробувань АНТК ім. Антонова.

## Основні параметри
Аеродром має бетонну злітно-посадкову смугу довжиною 3500 метрів і шириною 56 метрів. Він занесений в Державний реєстр аеродромів України, сертифікований за метеомінімумом 1-ї категорії посадки ІКАО з обома посадковими курсами, придатний для експлуатації вдень і вночі цілий рік. Аеродром призначено для виконання випробувальних, виробничих, транспортних польотів. Він експлуатується українськими і закордонними компаніями.
На аеродромі побудовано два закриті опалювані ангари, які дозволяють виконувати регламентні та ремонтні роботи на повітряних суднах будь-якого класу, в тому числі на літаках Ан-225, Ан-124, Боїнг-747 тощо, в будь-який час.
На територію аеродрому проведено залізницю, поблизу стоянки літаків побудовано вантажний майданчик, обладнаний двома кранами й естакадою, що забезпечує вивантаження безпосередньо з вагонів та завантаження в них.
Аеродром має свою зону випробувальних польотів, придатну для виконання випробувальних, здавальних і навчально-тренувальних польотів будь-яких типів. В Україні лише на аеродромі «Антонов» базуються найбільші у світі транспортні літаки Ан-225 і Ан-124-100.

## Розвиток аеропорту
На виконання розпорядження Прем'єр-міністра України Володимира Гройсмана, яке було надане під час наради за участю представників ДП «АНТОНОВ» у Кабінеті міністрів України, сформовано робочу групу з підготовки бізнес-плану щодо використання аеродрому «Київ-Антонов» в смт Гостомель для обслуговування лоу-кост авіакомпаній.
Ідею використовувати «Гостомель» як базовий аеропорт для Ryanair та інших лоукостерів висловив директор аеропорту «Бориспіль» Павло Рябікін. На це рішення негативно відреагував міністр інфраструктури України Володимир Омелян, назвавши таку можливість «віддаленою перспективою». Однак, думку про залучення «Гостомеля» до програми повторно озвучив прем'єр-міністр Володимир Гройсман. Представники компанії «Антонов» розрахували, що вартість інвестицій у будівництво пасажирської інфраструктури досягає 1 млрд грн.
Також зацікавлення щодо інфраструктури аеропорту проявляє авіакомпанія «МАУ», яка планує почати використовувати на початку 2018 р. Боїнг 777, що потребує великих ангарів.

## Вторгнення Росії
Аеропорт став однією з перших цілей окупантів під час вторгнення 2022 року. Вдень 24 лютого російські війська здійснили спробу захопити аеропорт, спрямувавши до нього десант на 34 гелікоптерах, з яких 3 було збито. Після довгого бою того ж вечора Міністерство оборони підтвердило, що атаку було відбито. 27 лютого, у результаті повітряної атаки російських військ на аеропорт, згорів літак АН-225 «Мрія».